# Gobernador de la provincia de San José
En Costa Rica, el cargo de gobernador provincial de San José fue establecido mediante la Constitución de 21 de enero de 1847, cuyo artículo 157 dispuso "Habrá un Gobernador Político en cada departamento con las atribuciones y facultades que le designe la ley.". En el artículo 97  de la Constitución reformada de 22 de noviembre de 1849, se dispuso "En cada Provincia habrá un Gobernador de libre nombramiento y amovible a voluntad del Ejecutivo."
Diversas normas legales y reglamentarias regularon los deberes y atribuciones de los gobernadores provinciales, entre ellas las Ordenanzas Municipales de 1867 y el Código Municipal de 1970. El cargo, sumamente importante en sus inicios, fue decayendo en competencias y relevancia a lo largo del siglo XX, y especialmente con el Código Municipal de 1970. Mediante la ley Nº 7794 de 30 de abril de 1998, nuevo Código Municipal, que entró en vigencia el 18 de julio de ese año, se transformó radicalmente la normativa sobre la materia, al punto de poder afirmar que los gobernadores de provincia, como órganos de la Administración Pública, dejaron de existir en Costa Rica. 
La gobernación más importantes fue la de la provincia de San José, por corresponderle a su titular las funciones de ejecutivo municipal o alcalde de la ciudad de San José, capital del país, cargo que equivalía al actual de alcalde.

## Nómina de los gobernadores de San José
- 1870-1872 Vicente Herrera Zeledón
- 1872-1874 Camilo Esquivel Sáenz
- 1874-1876 Francisco Villafranca
- 1876-1878 Manuel Vicente Zeledón
- 1880-1883 Camilo Esquivel Sáenz
- 1883-1884 Federico Fernández Oreamuno
- 1884.1885 Rafael Chavarría
- 1885-1888 Camilo Mora Aguilar
- 1888-1889 Pedro Loría Iglesias
- 1889-1891 Francisco María Fuentes y Quirós
- 1891-1893 Joaquín Aguilar Guzmán
- 1893.1894 Camilo Esquivel Sáenz
- 1894-1897 Carlos Volio Tinoco
- 1897-1901 Manuel Montealegre Mora
- 1902-1904 Ricardo Mora Fernández
- 1904-1906 Moisés Morales Hernánez
- 1906-1910 Pedro Loría Iglesias
- 1911-1914 Blas Prieto Zumbado
- 1914-1916 Manuel Echeverría
- 1916-1917 Blas Prieto Zumbado
- 1917-1918 Enrique Ortiz Rivero
- 1918-1919 Santiago Güell Pérez
- 1919-1925 José Luján Mata
- 1925-1926 Rogelio Sotela
- 1926-1929 Macedonio Esquivel Sáenz
- 1929-1931 Justo Antonio Facio de la Guardia
- 1931-1932 Moisés Morales Hernández (interino)
- 1932-1936 Carlos Volio Tinoco
- 1936-1940 Manuel Rodó Parés
- 1940-1941 José Rafael Peralta Cañas
- 1941-1946 Manuel Rodó Parés

La primera mujer gobernadora de San José fue Julieta Todd Boines de Kellerman (1986-1988). La última persona titular del cargo, nombrada en 1998, fue María de los Ángeles Cubillo López.